# 마다가스카르비단제비나방

Chrysiridia rhipheus

마다가스카르비단제비나방(학명: Chrysiridia rhipheus) 또는 마다가스카르일몰나방(Madagascan sunset moth)은 제비나방과(Uraniidae)에 속하는 주행성 나방의 한 종이다. 나비목 중에서도 가장 아름답고 강렬한 인상을 가진 종들 중 하나로 여겨지며, 작가 헤르만 헤세는 이를 가리켜 "지구상에서 가장 아름다운 나방"이라고 언급했다. 세계적으로 유명하며 수집가들에게 인기가 높다. 날개가 매우 화려한데, 색은 색소가 없으며 대신 회절격자의 광학적 간섭을 이용한 구조색이다. 성체의 크기는 가로 7~9 cm이다.
마다가스카르섬 전역에서 발견되며, 5월과 8월에 가장 번성하여 개체수가 많고 10월-12월에는 거의 없다. 암컷은 옴팔레아속(Omphalea) 나무의 잎 뒷면에 80여개의 알을 낳는다.